# Антон, Карл Готлиб фон
Карл Готлиб фон Антон (нем. Karl Gottlob von Anton, 23 июля 1751 года, Лаубан, Саксония — 17 ноября 1818 года, Гёрлиц, Саксония) — немецкий учёный-славист, историк, юрист и политик. Один из основателей и председатель Верхнелужицкого научного общества (1817—1818).

## Биография
Родился 23 июля 1751 года в городе Лаубан. Закончил в 1773 году Лейпцигский университет. Будучи студентом, вступил в Серболужицкое проповедническое общество. В 1774 году после защиты диссертации получил научную степень магистра наук. С 1775 года работал адвокатом в течение 22 лет. В 1782 году после чего приобрёл поместье в деревне Обер-Нойдорф в окрестностях Гёрлица. С 1797 года был сенатором в Гёрлице. В 1802 году был посвящён в рыцари. Был активным членом масонской ложи «Zur» в Гёрлице.
В 1779 году был одним из основателей Верхнелужицкого научного общества, которое сыграло значительную роль в изучении языка, истории и культуры серболужичан. В 1792 году предоставил свой дом на современной улице Langestraße 49 в Гёрлице для собраний общества. Позднее собрания общества собирались в доме № 30 на улице Neißstraße.
Свою библиотеку, научные и этнографические коллекции завещал Верхнелужицкому научному обществу. В настоящее время его библиотека и собранные научные материалы хранятся в Верхнелужицкой научной библиотеке и Культурно-историческом музее Гёрлица.
Скончался 17 ноября 1818 года в Гёрлице и был похоронен на кладбище святого Николая.

## Научная деятельность
Издавал многочисленные труды по истории, этнографии и лингвистике серболужичан. Написал объёмный двухтомный труд «Erste Linien eines Versuches über der alten Slawen Ursprung, Sitten, Gebräuche, Meinungen und Kenntnisse» (Первый опыт описания происхождения, обычаев, нравов, мнений и знаний древних славян), который стал основой германской славистики. Занимался вместе с Яном Бедрихом Фрицо составлением Нижнелужицкого словаря. Сотрудничал с Яном Горчанским в его деятельности по распространении образования среди серболужичан и сопротивлению германизации.
Сочинения
- Diplomatische Beyträge zu den Geschichten und den deutschen Rechten, Leipzig: Böhme, 1777;
- Versuch einer Geschichte des Tempelherrenordens, Leipzig: Böhme, 1779;
- Analogie der Sprachen. Leipzig 1780;
- Untersuchung über das Geheimnis und die Gebräuche der Tempelherren. Dessau 1782
- An die Oekonomen, von einem Oekonomen. Leipzig 1786
- Bemerkungen über des Herrn D. Rößigs Beantwortung der Kommentarien des Herrn Geheimenrath Schubarts von Kleefeld: vorzüglich Hutung, Trift, Kleebau und Frohnen betreffend, Leipzig: Böhme, 1786;
- Erweis daß das Lehnrecht welches Herr Stadtgerichts Direktor D. Zepernik aus einer Görlizischen Handschrift herausgegeben altes Sachsenrecht sei. Leipzig 1789;
- Erste Linien eines Versuches über der alten Slawen Ursprung, Sitten, Gebräuche, Meinungen und Kenntnisse. Leipzig 1783—1789
  - Том 1, Том 2
- Über die Rechte der Herrschaften auf ihre Unterthanen und deren Besizungen.Leipzig 1791;
- Geschichte der teutschen Nazion. Leipzig: Göschen, 1793;
- Denkschrift auf Herrn Karl Andreas von Meyer zu Knonow. Verlesen in der Versammlung der Oberlausizischen Gesellschaft am 26. April 1797  Görlitz 1797
- Über Sprache in Rüksicht auf Geschichte der Menschheit., Görlitz 1799
- Geschichte der teutschen Landwirthschaft von den ältesten Zeiten bis zu Ende des fünfzehnten Jahrhunderts, 3 Theile, Görlitz: Christian Gotthelf Anton, 1799—1802
  - Том 1, Том 2, Том 3
- Vorträge welche in Logenversammlungen mit Schwestern gehalten worden sind, Görlitz: Christian Gotthelf Anton, 1818